# Anga
A palavra sânscrita "anga" significa divisão ou disciplina, como em vedanga, bhaktianga, jñanaanga, etc. Historicamente refere-se a um povo não-ariano.
As antigas referencias aos Angas ocorrem no Atharava Veda (V.22.14) onde eles são mencionados juntamente com os Mágadas, Gandaris e os Mujavatas, todos eles como povos que eram desprezados.
O Jaina Prajnapana lista os Angas e os Vangas como a primeira etnia ariana.
De Acordo com os textos Budistas como o Anguttara Nikaya, Anga foi uma das dezesseis grandes nações (Mahajanapadas) que vieram a florescer na Índia central e noroeste no século VI a.C. 
Anga também é mencionada na lista Jaina da Bhagvati-Sutra' de antigos Janapadas.
Os textos Puranicos como o Garuda Purana, Vishnu-Dharmottara, Markendeya Purana etc dividem os antigos Janpada em nove divisões e coloca os Janapadas dos Angas, Kalinngas, Vangas, Pundras, Vidarbhas, e Vindhya-vasins na divisão Purva-Dakshina. (Garuda 55.12; V.D. I.9.4; Markendeya P. 56.16-18). 
Baseado nas evidencias do Mahabharata, o reino dos Angas correspondem a região de Bhagalpur e Monghyr em Bihar. O Rio Champa (moderno Chandan) formava as fronteiras entre Mágada no oeste e Anga no leste. Anga era dividida pelo rio Koshi no norte. De acordo com o Mahabharata, Duryodhana nomeou Karna como rei de Anga.
Sabhaparava do Mahabharata (II.44.9) menciona Anga e Vanga como um unico país. O Katha-Sarit-Sagara também atesta que Vitankapur, uma cidade de Anga era situada no litoral. De fato as fronteiras de Anga poderiam ser até ao mar no este. 
A capital de Anga era Champa. De Acordo como o Mahabharata e Harivamsa, Champa era conhecida como Malini. Champa era localizada na margem direita do rio Ganga perto da sua junção como o rio Champa. Era uma cidade em florecimento e é referida como uma das seis principais cidades da Índia antiga (Digha Nikaya). Nas histórias de Jataka, a cidade de Champa é também refereida como Kala-Champa. Maha-Janaka Jataka afirma que a cidade era localizada a sessenta yojanas (uma yojana =16.4 km) de Mithila. Afirma-se que ainda existe a recordoção da localização original da antiga Champa perto de Bhagalpur em Bihar Bihar nos nomes de duas aldeias chamadas Champanagara e Champapura. 
Champa era conhecida pela sua riqueza e comércio. Os seus mercadores viajavam regularmente para a distante Suvarna-bhumi com objectivos comerciais. O antigo nome da região e reino de Champa no Vietname Central (Lin-yi segundo os resgistros chineses) aparentemente tem a sua origem na Champa do Leste Indiano.
Outras importantes cidades de Anga eram Assapura e Bhadrika. 
O Mahabharata (I.104.53-54) e a literatura das puranas (Matsya Purana: 48.19) atesta que o nome Anga foi derivado do nome do príncipe Anga, o fundador do reino. O Matsya Purana descreve o pai deste héroi como o chefe dos demonios de (danavarshabhah). 
O Bodhayana Dharma Sutra agrupa os Angas nas etnias de origem mista e o Mahbharata cataloga um príncipe Anga (não Karana do Mahabharata) como um bárbaro.
As Puranas listam vários reis de Anga. O Mahagovinda Suttanta refere-se ao rei Dhatarattha de Anga. Textos Jaina referem se Dhadhivahana, como regente dos Angas. Os Puranas e o Harivamsa representam-o como o filho e o sucessor de Anga, o fundador do reino epónimo. O Jaina tradicionalmente coloca-o no começo do século sessenta. 
Entre os Vatsas e o reino dos Anga, viviam os Mágadas, que inicialmente eram considerado um povo fraco. Uma grande luta ocorreu entre os Angas e os seus vizinhos orientais. O Vidhura Pandita Jataka descreve Rajagria (capital de Mágada) como a cidade de Anga e o Mahabharata também se refere a um scrifício efetuado pelo rei de Anga no Monte Vishnupada (em Gaya). Isto indica que Anga tinha inicialmente anexado os Mágadas com sucesso, por isso as suas fronteiras estendiam-se até ao reino Matsya. 
Este sucesso dos Angas não durou muito. Por volta do meio do século VI a.C., Bimbisara, o príncipe herdeiro de Mágada matou Brahmadatta, o último rei independente de Anga e tomou Champa. Bimbisara fez de lá seu quartel general e regeu o país como vice-rei. Desde aí, Anga tornou-se parte do Império Mágada (PHAI, 1996). 